# Siły zewnętrzne
Siły zewnętrzne – w wytrzymałości materiałów to siły działające na ciało - konstrukcje lub jej element. Siły zewnętrzne dzieli się na:
- Siły czynne – Pi przyłożone na powierzchni ciała i pochodzące od zewnętrznych obciążeń, oraz siły przyłożone wewnątrz ciała, na przykład siła grawitacji G (ciężar ciała) lub siła bezwładności.
- Siły bierne – reakcje w miejscu styku konstrukcji z podłożem lub elementu z innym elementem w węźle Ri.

W przypadku rozpatrywania równowagi statycznej konstrukcji (elementu) zachodzą warunki:
- suma wektorowa wszystkich sił zewnętrznych równa jest równa zero
- suma momentów wszystkich sił, względem dowolnie wybranego punktu równa jest zero.